# 344
Cette page concerne l'année 344  du calendrier julien. Pour l'année 344 av. J.-C., voir 344 av. J.-C. Pour le nombre 344, voir 344 (nombre).
L'année 344 est une année bissextile qui commence un dimanche.

## Événements
- 11 avril :
  - tremblement de terre en Campanie[1].
  - Quintus Rusticus est nommé Préfet de Rome[2].
- Avril : Constance II est à Antioche[3].
- Été :  bataille indécise de Singara (auj. Sinjar, en Irak), où l'armée romaine de Constance II et l'armée perse de Shapur II subissent de lourdes pertes[4]. Les Perses se replient.
- Automne : Constant Ier est en Pannonie[3].

## Naissances en 344
- Gu Kaizhi, peintre chinois.